# Hiệp Tùng
Hiệp Tùng là một xã thuộc huyện Năm Căn, tỉnh Cà Mau, Việt Nam.

## Địa lý
Xã Hiệp Tùng nằm trung tâm huyện Năm Căn, có vị trí địa lý:
- Phía đông giáp xã Tam Giang
- Phía tây giáp xã Hàm Rồng và xã Hàng Vịnh
- Phía nam giáp xã Tam Giang và huyện Ngọc Hiển
- Phía bắc giáp huyện Đầm Dơi.

Xã Hiệp Tùng có diện tích 36,62 km², dân số năm 2022 là 7.630 người, mật độ dân số đạt 208 người/km².

## Hành chính
Xã Hiệp Tùng được chia thành 5 ấp: 4, 5, 7B, Hiệp Tùng, Rạch Vẹt.

## Lịch sử
Ngày 25 tháng 7 năm 1979, Hội đồng Chính phủ ban hành Quyết định số 275-CP về việc thành lập xã Hiệp Tùng trên cơ sở một phần của một nửa xã Quách Phẩm B.
Ngày 17 tháng 12 năm 1984, Hội đồng Chính phủ ban hành Quyết định số 168-HĐBT về việc đổi tên huyện Năm Căn thành huyện Ngọc Hiển và xã Hiệp Tùng thuộc huyện Ngọc Hiển.
Ngày 6 tháng 11 năm 1996, Quốc hội ban hành Nghị quyết về việc chia tỉnh Minh Hải thành hai tỉnh là tỉnh Bạc Liêu và tỉnh Cà Mau. Khi đó, xã Hiệp Tùng thuộc huyện Ngọc Hiển, tỉnh Cà Mau.
Ngày 17 tháng 11 năm 2003, Chính phủ ban hành Nghị định số 138/2003/NĐ-CP về việc chuyển xã Hiệp Tùng thuộc huyện Ngọc Hiển về huyện Năm Căn mới thành lập quản lý.
Ngày 9 tháng 12 năm 2020, HĐND tỉnh Cà Mau ban hành Nghị quyết số 28/NQ-HĐND về việc sáp nhập ấp Nàng Kèo vào ấp Rạch Vẹt.